# Calathea blanda
Calathea blanda är en strimbladsväxtart som först beskrevs av Christian Gottfried Daniel Nees von Esenbeck, och fick sitt nu gällande namn av Ernst Gottlieb von Steudel. Calathea blanda ingår i släktet Calathea och familjen strimbladsväxter. Inga underarter finns listade.